# ويليام كينتنر
ويليام كينتنر (بالإنجليزية: William Kintner)‏ هو عالم سياسة ودبلوماسي أمريكي، ولد في 21 أبريل 1915، وتوفي في 1997.

## وصلات خارجية
- ويليام كينتنر على موقع إن إن دي بي (الإنجليزية)